# Adalbert II di Salisburgo
Adalberto II di Salisburgo, spesso chiamato anche Odalbert (verso l'875 – Salisburgo, 14 novembre 935), è stato un arcivescovo tedesco, arcivescovo di Salisburgo e abate dell'abbazia di San Pietro dal 923 fino alla morte.

## Biografia
Adalbert apparteneva alla potente famiglia nobiliare degli Aribonidi. Prima della sua nomina ad arcivescovo, egli conduceva una vita molto mondana. Al momento di assumere le funzioni di arcivescovo, si separò dalla moglie Rihni, che discendeva dalla famiglia dei Luitpoldingi e che gli aveva dato sei o sette figli. Adalbert fu un arcivescovo molto determinato e, dopo alcune incomprensioni iniziali, godette della stima e del rispetto di tutti, sia come prelato che come membro della nobiltà bavarese.
Di Adalbert si è conservato un dettagliato codex traditionum, il più antico nella storia di Salisburgo, nel quale sono elencati più di cento contratti di scambio territoriale conclusi dall'arcivescovo. In questi contratti egli era assai attento al vantaggio nel lungo periodo per la propria diocesi. Spesso assegnava grandi possedimenti alla controparte, se questa in cambio si impegnava a lasciare il suo intero patrimonio in eredità all'arcivescovato. Alla fine della sua reggenza Adalbert poté così volgere indietro lo sguardo su una politica economica molto fruttuosa.
Inoltre, Adalbert sviluppò ulteriormente la rete di parrocchie della Carantania. Egli lasciò raramente la sua diocesi, ma viaggiò instancabilmente all'interno del territorio soggetto al suo potere, al fine di adempiere i propri compiti. Adalbert prese tuttavia parte anche ad alcune campagne militari insieme al duca Arnolfo di Baviera: nel 929 in Boemia e nel 934 nell'Italia settentrionale.